# Заклопача (Краљево)
Заклопача (некада Заклопита река) је насељено место града Краљева у Рашком округу. Према попису из 2022. било је 1046 становника. Неки подаци говоре да се у 18.веку звала Заклопита кула, док су први трагови и помен села спомиње још у доба Стефана Првовенчаног под називом ''Заклопита Лука''.

## Демографија
У насељу Заклопача живи 766 пунолетних становника, а просечна старост становништва износи 39,3 година (38,8 код мушкараца и 39,9 код жена). У насељу има 312 домаћинстава, а просечан број чланова по домаћинству је 3,11.
Ово насеље је великим делом насељено Србима (према попису из 2002. године), а у последња три пописа, примећен је пораст у броју становника.
|  |

| Демографија | Демографија | Демографија |
| Година      | Становника  | Становника  |
| ----------- | ----------- | ----------- |
| 1948.       | 645         |             |
| 1953.       | 635         |             |
| 1961.       | 592         |             |
| 1971.       | 692         |             |
| 1981.       | 889         |             |
| 1991.       | 956         | 941         |
| 2002.       | 971         | 1.000       |

| Етнички састав према попису из 2002.‍ | Етнички састав према попису из 2002.‍ | Етнички састав према попису из 2002.‍ | Етнички састав према попису из 2002.‍ | Етнички састав према попису из 2002.‍ |
| ------------------------------------ | ------------------------------------ | ------------------------------------ | ------------------------------------ | ------------------------------------ |
|                                      |                                      |                                      |                                      |                                      |
| Срби                                 | Срби                                 |                                      | 966                                  | 99,48%                               |
| Црногорци                            | Црногорци                            |                                      | 4                                    | 0,41%                                |
| Словаци                              | Словаци                              |                                      | 1                                    | 0,10%                                |
| непознато                            | непознато                            |                                      | 0                                    | 0,0%                                 |

| Година пописа     | 1948. | 1953. | 1961. | 1971. | 1981. | 1991. | 2002. |
| ----------------- | ----- | ----- | ----- | ----- | ----- | ----- | ----- |
| Број домаћинстава | 135   | 139   | 155   | 188   | 253   | 287   | 312   |

| Број чланова      | 1  | 2  | 3  | 4  | 5  | 6  | 7 | 8 | 9 | 10 и више | Просек |
| ----------------- | -- | -- | -- | -- | -- | -- | - | - | - | --------- | ------ |
| Број домаћинстава | 59 | 64 | 60 | 64 | 45 | 17 | 3 | 0 | 0 | 0         | 3,11   |

| Пол    | Укупно | Неожењен/Неудата | Ожењен/Удата | Удовац/Удовица | Разведен/Разведена | Непознато |
| ------ | ------ | ---------------- | ------------ | -------------- | ------------------ | --------- |
| Мушки  | 409    | 117              | 264          | 20             | 7                  | 1         |
| Женски | 393    | 61               | 265          | 62             | 5                  | 0         |
| УКУПНО | 802    | 178              | 529          | 82             | 12                 | 1         |

| Пол    | Укупно                    | Пољопривреда, лов и шумарство | Рибарство                            | Вађење руде и камена | Прерађивачка индустрија       |
| ------ | ------------------------- | ----------------------------- | ------------------------------------ | -------------------- | ----------------------------- |
| Мушки  | 211                       | 28                            | 0                                    | 0                    | 84                            |
| Женски | 109                       | 20                            | 0                                    | 0                    | 40                            |
| УКУПНО | 320                       | 48                            | 0                                    | 0                    | 124                           |
| Пол    | Производња и снабдевање   | Грађевинарство                | Трговина                             | Хотели и ресторани   | Саобраћај, складиштење и везе |
| Мушки  | 6                         | 11                            | 15                                   | 6                    | 25                            |
| Женски | 1                         | 1                             | 13                                   | 3                    | 2                             |
| УКУПНО | 7                         | 12                            | 28                                   | 9                    | 27                            |
| Пол    | Финансијско посредовање   | Некретнине                    | Државна управа и одбрана             | Образовање           | Здравствени и социјални рад   |
| Мушки  | 0                         | 8                             | 12                                   | 3                    | 2                             |
| Женски | 0                         | 3                             | 4                                    | 5                    | 15                            |
| УКУПНО | 0                         | 11                            | 16                                   | 8                    | 17                            |
| Пол    | Остале услужне активности | Приватна домаћинства          | Екстериторијалне организације и тела | Непознато            | Непознато                     |
| Мушки  | 4                         | 0                             | 0                                    | 7                    | 7                             |
| Женски | 1                         | 0                             | 0                                    | 1                    | 1                             |
| УКУПНО | 5                         | 0                             | 0                                    | 8                    | 8                             |